# Pitrén
Pitrén es un caserío rural de la comuna de Panguipulli ubicado al sur del lago Calafquén, cercano a la localidad de Calafquén.

## Caraceterísticas
En Pitrén, que  queda a 19,2 km de la ciudad de Panguipulli a través de la ruta 203, hay una estación estación médica rural y una escuela de Pitrén.
Esta última ha tenido una especial importancia dada su vinculación con el pueblo mapuche-huilliche y ha sido parte del programa de educadores tradicionales que apoya la enseñanza de la lengua mapuche y la interculturalidad, permitiendo generar un enlace entre la comunidad indígena y el establecimiento educacional.
En una ladera de difícil acceso del cerro Pitrén se encuentra el foso de un antiguo fortín construido por los mapuche.
El nombre de Pitrén lo lleva también un complejo cultural del período agroalfarero temprano que hubo en territorios que hoy forman parte de las regiones de Los Ríos y Los Lagos.
También puede hacer referencia la canción del artista temucano Soko, "Mi pitren"; Quiere que le de mi pitreeen, quiere que le de un poco deee